# 冬季オリンピック
- 緑色の国は1回開催された、もしくは1回開催が決定している国。青色の国は過去に2回以上開催された国（同一都市であるか、その国の別々の都市であるかを問わず）。
- ●は開催都市（開催予定地を含む）で、黒色は1回、オレンジ色は2回開催された都市。

冬季五輪の開催国。数字は開催年。
- 緑色の国は1回開催された、もしくは1回開催が決定している国。青色の国は過去に2回以上開催された国（同一都市であるか、その国の別々の都市であるかを問わず）。
- ●は開催都市（開催予定地を含む）で、黒色は1回、オレンジ色は2回開催された都市。

冬季オリンピック（とうきオリンピック、仏: Jeux olympiques d'hiver、英: Winter Olympic Games）は、国際オリンピック委員会（IOC）により平和の祭典として開催される近代オリンピックのうち、冬季に行われるものを指す。夏季オリンピックと対比する用語。正式名称はオリンピック冬季競技大会（オリンピックとうききょうぎたいかい）。略してWinter Olympics（冬季五輪）とも呼ばれる。ウィンタースポーツ（雪上競技と氷上競技）の大会である。

## 概要
オリンピズムに基づき行われる祭典であり、オリンピズムを人々に広めるための平和の祭典である。オリンピズム（オリンピック哲学）が目指しているのは、平和な世界を実現し人間の尊厳を護るためには人類の調和的な成長が必要なので、そのためにスポーツを役立てることである。
1924年第1回大会から1992年第16回大会までは夏季オリンピックと同じ年に行われていたが、1986年にローザンヌで行われたIOC総会で、夏季大会と冬季大会を同じ年に開催するという点を変更することを決議し、1994年第17回大会以降は夏季オリンピックの中間年（4で割り切れない偶数の西暦年）に行われている。
冬季オリンピックの開催に先駆けて、夏季オリンピックである1908年ロンドンオリンピックではフィギュアスケート、1920年アントワープオリンピックではアイスホッケーとフィギュアスケートが実施された。

## 大会一覧
第16回（1992年）までは夏季オリンピックと同年に開催され、第17回（1994年）からは夏季オリンピックと2年おきに開催されている。なお夏季オリンピックとは異なり、中止された1940年と1944年の大会は開催回数にカウントされない。2022年現在、南半球では冬季オリンピックが一度も開催されていない（夏季オリンピックは3度開催）。
- 「国」は参加した国・地域数、「種」は行われた種目数

| 年   | 回 | 開催都市                                             | 開催当時の開催国              | 大州                | 開会    | 閉会    | 国   | 参加選手数 | 参加選手数 | 参加選手数 | 種   | メインスタジアム                                       | 注       |
| 年   | 回 | 開催都市                                             | 開催当時の開催国              | 大州                | 開会    | 閉会    | 国   | 計         | 男         | 女         | 種   | メインスタジアム                                       | 注       |
| ---- | -- | ---------------------------------------------------- | ----------------------------- | ------------------- | ------- | ------- | ---- | ---------- | ---------- | ---------- | ---- | ------------------------------------------------------ | -------- |
| 1924 | 1  | シャモニー・モンブラン                               | フランス                      | ヨーロッパ          | 1月25日 | 2月5日  | 16   | 258        | 247        | 11         | 16   | スタッド・オランピック・ド・シャモニー                 |          |
| 1928 | 2  | サンモリッツ                                         | スイス                        | ヨーロッパ          | 2月11日 | 2月19日 | 25   | 464        | 438        | 26         | 14   | サンモリッツ・オリンピック・アイスリンク               |          |
| 1932 | 3  | レークプラシッド                                     | アメリカ合衆国                | 北アメリカ          | 2月4日  | 2月15日 | 17   | 252        | 231        | 21         | 14   | レークプラシッド・オリンピック・スケーティング・リンク |          |
| 1936 | 4  | ガルミッシュ・パルテンキルヘン                       | ドイツ国                      | ヨーロッパ          | 2月6日  | 2月16日 | 28   | 646        | 566        | 80         | 17   | グロッセ・オリンピアシャンツェ                         |          |
| 1940 | 5  | 札幌 → サンモリッツ → ガルミッシュ・パルテンキルヘン | 日本 → スイス → ドイツ国      | アジア → ヨーロッパ | 中止    | 中止    | 中止 | 中止       | 中止       | 中止       | 中止 | 中止                                                   | [ 注 1 ] |
| 1944 | 5  | コルチナ・ダンペッツオ                               | イタリア王国                  | ヨーロッパ          | 中止    | 中止    | 中止 | 中止       | 中止       | 中止       | 中止 | 中止                                                   | [ 注 2 ] |
| 1948 | 5  | サンモリッツ                                         | スイス                        | ヨーロッパ          | 1月30日 | 2月8日  | 28   | 669        | 592        | 77         | 22   | サンモリッツ・オリンピック・アイスリンク               |          |
| 1952 | 6  | オスロ                                               | ノルウェー                    | ヨーロッパ          | 2月14日 | 2月25日 | 30   | 694        | 585        | 109        | 22   | ビスレット・スタディオン                               |          |
| 1956 | 7  | コルチナ・ダンペッツオ                               | イタリア                      | ヨーロッパ          | 1月26日 | 2月5日  | 32   | 821        | 687        | 134        | 24   | スタディオ・オリンピコ・デル・ギアッチョ               |          |
| 1960 | 8  | スコーバレー                                         | アメリカ合衆国                | 北アメリカ          | 2月18日 | 2月28日 | 30   | 665        | 521        | 144        | 27   | ブライス・アリーナ                                     |          |
| 1964 | 9  | インスブルック                                       | オーストリア                  | ヨーロッパ          | 1月29日 | 2月9日  | 36   | 1091       | 892        | 199        | 34   | ベルクイーゼルシャンツェ                               |          |
| 1968 | 10 | グルノーブル                                         | フランス                      | ヨーロッパ          | 2月6日  | 2月18日 | 37   | 1158       | 947        | 211        | 35   | スタッド・オランピック・ド・グルノーブル               |          |
| 1972 | 11 | 札幌                                                 | 日本                          | アジア              | 2月3日  | 2月13日 | 35   | 1006       | 801        | 205        | 35   | 真駒内屋内競技場 真駒内屋外競技場                      |          |
| 1976 | 12 | デンバー → インスブルック                            | アメリカ合衆国 → オーストリア | ヨーロッパ          | 2月4日  | 2月15日 | 37   | 1123       | 892        | 231        | 37   | ベルクイーゼルシャンツェ                               | [ 注 3 ] |
| 1980 | 13 | レークプラシッド                                     | アメリカ合衆国                | 北アメリカ          | 2月13日 | 2月24日 | 37   | 1072       | 840        | 232        | 38   | レークプラシッド・エクウェストリアン・スタジアム       |          |
| 1984 | 14 | サラエボ                                             | ユーゴスラビア                | ヨーロッパ          | 2月8日  | 2月19日 | 49   | 1272       | 998        | 274        | 39   | アシム・フェルハトヴィッチ・ハセ競技場                 |          |
| 1988 | 15 | カルガリー                                           | カナダ                        | 北アメリカ          | 2月13日 | 2月28日 | 57   | 1423       | 1122       | 301        | 46   | マクマーン・スタジアム                                 |          |
| 1992 | 16 | アルベールビル                                       | フランス                      | ヨーロッパ          | 2月8日  | 2月23日 | 64   | 1801       | 1313       | 488        | 57   | テアトル・ド・セレモニー                               |          |
| 1994 | 17 | リレハンメル                                         | ノルウェー                    | ヨーロッパ          | 2月12日 | 2月27日 | 67   | 1737       | 1215       | 522        | 61   | リスゴーズバッケン                                     |          |
| 1998 | 18 | 長野                                                 | 日本                          | アジア              | 2月7日  | 2月22日 | 72   | 2176       | 1389       | 787        | 68   | 長野オリンピックスタジアム                             |          |
| 2002 | 19 | ソルトレークシティ                                   | アメリカ合衆国                | 北アメリカ          | 2月8日  | 2月24日 | 78   | 2399       | 1513       | 886        | 78   | ライス・エクルズ・スタジアム                           |          |
| 2006 | 20 | トリノ                                               | イタリア                      | ヨーロッパ          | 2月10日 | 2月26日 | 80   | 2508       | 1548       | 960        | 84   | スタディオ・オリンピコ・ディ・トリノ                   |          |
| 2010 | 21 | バンクーバー                                         | カナダ                        | 北アメリカ          | 2月12日 | 2月28日 | 82   | 2566       | 1522       | 1044       | 86   | BCプレイス                                             |          |
| 2014 | 22 | ソチ                                                 | ロシア                        | ヨーロッパ          | 2月7日  | 2月23日 | 88   | 2873       | 1714       | 1159       | 98   | フィシュト・オリンピックスタジアム                     |          |
| 2018 | 23 | 平昌                                                 | 韓国                          | アジア              | 2月9日  | 2月25日 | 92   | 2922       | 1680       | 1212       | 102  | 平昌オリンピックスタジアム                             |          |
| 2022 | 24 | 北京                                                 | 中国                          | アジア              | 2月4日  | 2月20日 | 91   | 2871       | 1557       | 1314       | 109  | 北京国家体育場                                         |          |
| 2026 | 25 | ミラノ・コルティナダンペッツォ                       | イタリア                      | ヨーロッパ          | 2月6日  | 2月22日 |      |            |            |            | 116  | スタディオ・ジュゼッペ・メアッツァ                     |          |
| 2030 | 26 | フランスアルプス                                     | フランス                      | ヨーロッパ          | 2月8日  | 2月24日 |      |            |            |            |      |                                                        |          |
| 2034 | 27 | ソルトレークシティー・ユタ                           | アメリカ合衆国                | 北アメリカ          | 2月10日 | 2月26日 |      |            |            |            |      |                                                        |          |

## 正式競技
オリンピック冬季大会競技団体連合（AIOWF）に国際競技連盟（IF）が加盟しているスポーツ
- バイアスロン（国際バイアスロン連盟）
- ボブスレー・スケルトン（国際ボブスレー・スケルトン連盟）
- カーリング（世界カーリング連盟）
- アイスホッケー（国際アイスホッケー連盟）
- リュージュ（国際リュージュ連盟）
- スケート（国際スケート連盟、フィギュアスケート・スピードスケート・ショートトラックスピードスケート）
- スキー（国際スキー連盟、クロスカントリースキー・スキージャンプ・ノルディック複合・アルペンスキー・フリースタイルスキー・スノーボード）